# Conocephalus percaudatus
Conocephalus percaudatus är en insektsart som beskrevs av Bei-bienko 1955. Conocephalus percaudatus ingår i släktet Conocephalus och familjen vårtbitare. Inga underarter finns listade i Catalogue of Life.